# The Newsroom
The Newsroom, ou Salle de nouvelles au Québec, est une série télévisée américaine en 25 épisodes de 52 minutes créée par Aaron Sorkin et diffusée entre le 24 juin 2012 et le 14 décembre 2014 sur la chaîne HBO aux États-Unis et sur HBO Canada.
En Belgique, la série est diffusée à partir du 27 septembre 2012 sur BeTV, au Québec, à partir du 21 octobre 2012 à Super Écran puis en clair depuis le 31 mars 2014 sur Télé-Québec, et en France, depuis le 17 novembre 2012 sur OCS Novo, elle est également diffusée depuis 16 avril 2014 sur Canal+ Séries.

## Synopsis
Lors d'un débat politique dans une université, où il est invité à répondre aux questions des étudiants, Will McAvoy, présentateur vedette d’une chaîne d'informations américaine et réputé pour son conformisme et sa neutralité en toutes circonstances, affirme haut et fort que les « États-Unis ne sont plus le meilleur pays au monde ». Cette sortie médiatique violente et inattendue le contraint à prendre deux semaines de vacances forcées.
À son retour à la chaîne Atlantis Cable News (ACN), il trouve une salle de rédaction quasiment vide : le producteur de son émission News Night, Don Keefer, lassé de ses sautes d'humeur, a décidé de rejoindre un autre présentateur, qui s'occupe de la tranche horaire de 22 heures. Le directeur de la chaîne, Charlie Skinner, a engagé Mackenzie McHale, l'ancienne compagne de Will, en tant que nouvelle productrice de l'émission sans le consulter ; elle rejoint la chaîne avec Jim Harper en tant que producteur exécutif. Will parvient à remanier le contrat qu'elle a passé avec la chaîne : en échange d'une partie de son salaire (et d'une clause de non-concurrence de trois ans), McAvoy obtient le droit de la renvoyer au bout de n'importe quelle semaine des trois années à venir.
L'arrivée de Mackenzie change néanmoins radicalement la ligne éditoriale de l’émission, diffusée le soir sur ACN. Très talentueux, mais coincé dans une routine anesthésiante depuis des années, Will doit changer sa façon de travailler. Fini le grand spectacle, l'équipe tente désormais de dénoncer les mensonges, notamment des personnalités politiques, mais également des autres médias. Un retour aux bases du journalisme, sans corruption et avec des informations sourcées et vérifiées. Mais cette tentative de faire différemment des concurrents a un prix : l'audience baisse. La direction de la chaîne n'est pas vraiment ravie, surtout quand Will et son équipe s'attaquent aux entreprises qui financent le groupe de média.
De l'équipe précédente ne restent que Neal Sampat, qui s'occupait auparavant du blog de McAvoy, et Maggie Jordan. Cette dernière est l'ancienne assistance de McAvoy, engagée par inadvertance après avoir postulé pour un stage ; malgré sa relation avec Don Keefer, elle préfère par loyauté continuer à travailler pour Will. McHale en fait la productrice associée de l'émission.

## Fiche technique
- Titre original et français : The Newsroom
- Titre québécois : Salle de nouvelles
- Création : Aaron Sorkin
- Réalisation : Greg Mottola, Alan Poul (en)
- Scénario : Aaron Sorkin
- Direction artistique :
- Décors : Jeff Schoen
- Costumes : Hope Hanafin
- Production : Aaron Sorkin, Scott Rudin et Alan Poul
- Sociétés de distribution (télévision) : Home Box Office
- Pays de production :  États-Unis
- Langue originale : anglais
- Genre : dramatique
- Durée : 52 minutes

## Distribution

### Personnages principaux
- Jeff Daniels (VF : Michel Papineschi) : Will McAvoy
- Emily Mortimer (VF : Rafaèle Moutier) : Mackenzie MacHale
- John Gallagher, Jr. (VF : Axel Kiener) : Jim Harper
- Alison Pill (VF : Laura Préjean) : Margaret « Maggie » Jordan, productrice associée de l'émission.
- Thomas Sadoski (VF : Guillaume Lebon) : Don Keefer
- Dev Patel (VF : Jérémy Prévost) : Neal Sampat
- Olivia Munn (VF : Olivia Nicosia) : Sloan Sabbith
- Sam Waterston (VF : Michel Paulin) : Charlie Skinner

Photos des acteurs principaux
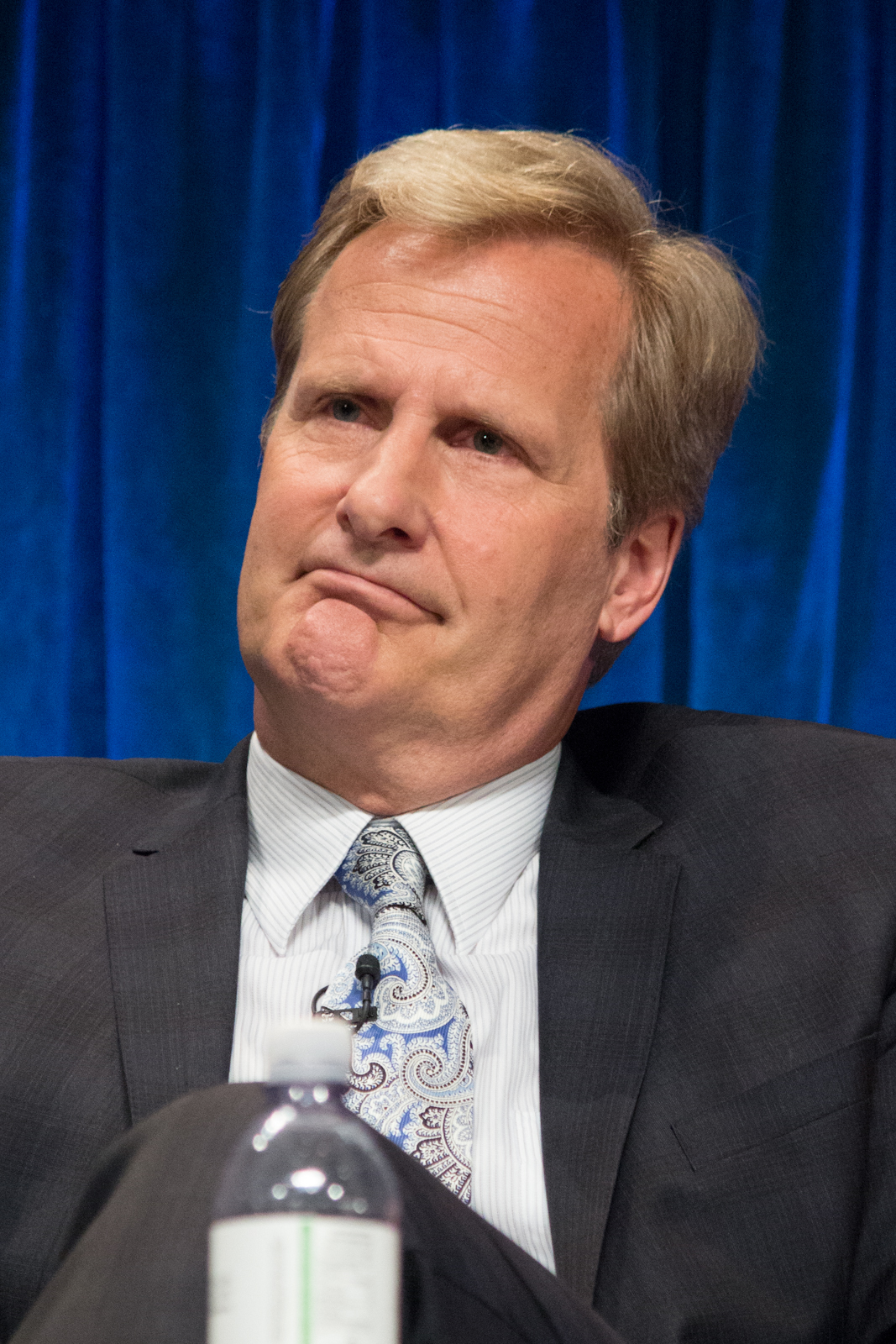
Jeff Daniels dans le rôle de Will McAvoy
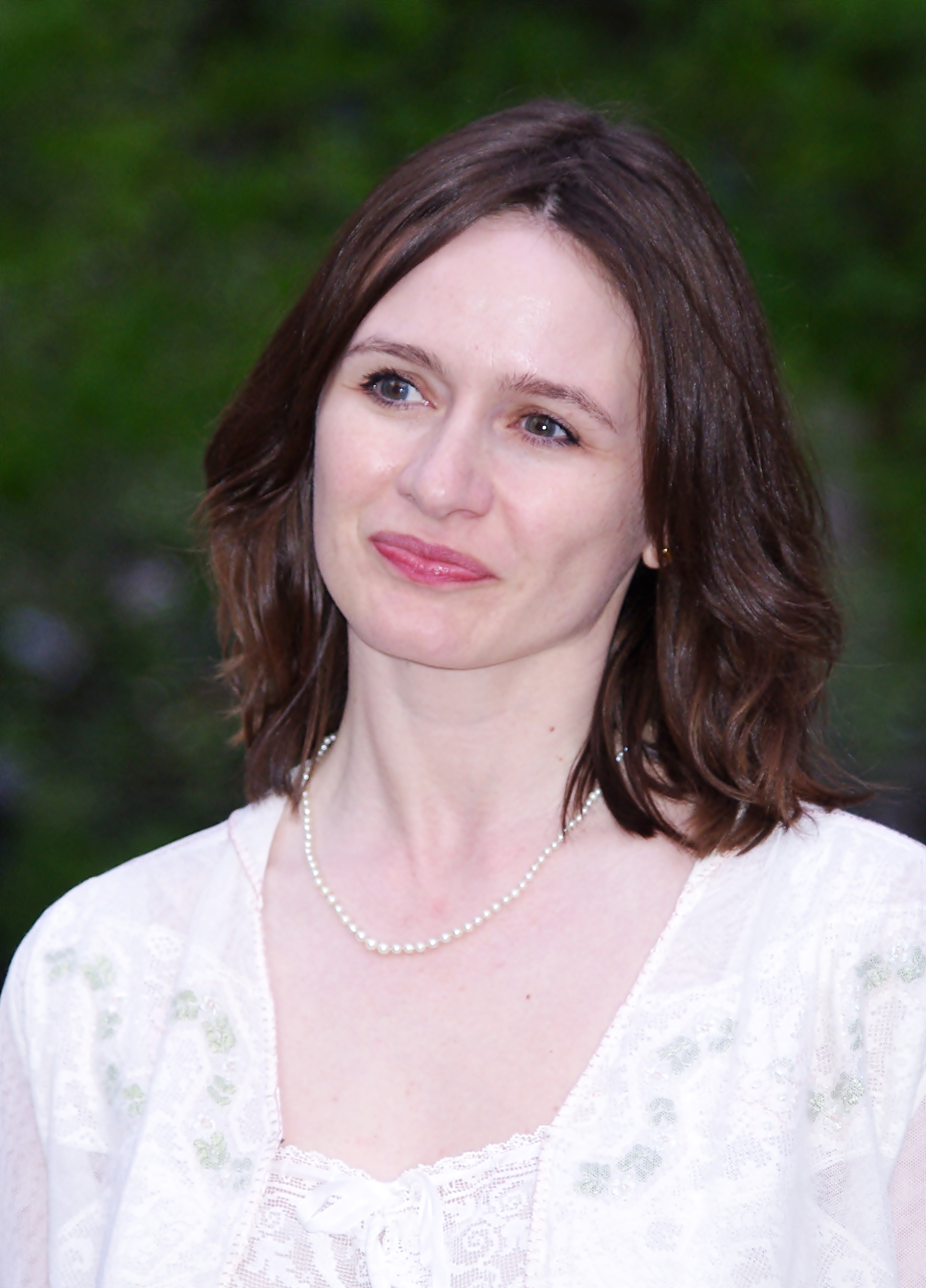
Emily Mortimer dans le rôle de Mackenzie MacHale
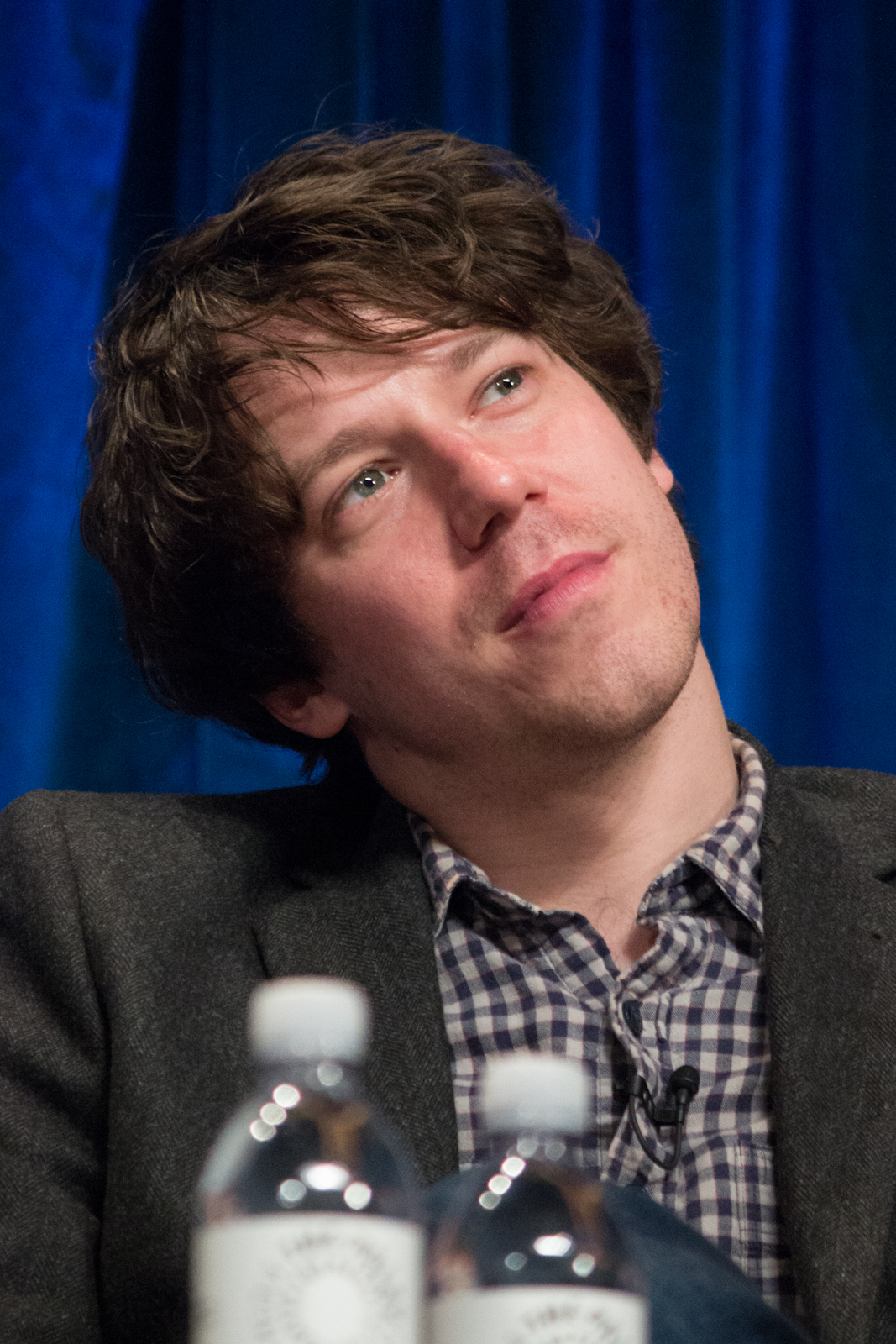
John Gallagher, Jr. dans le rôle de Jim Harper
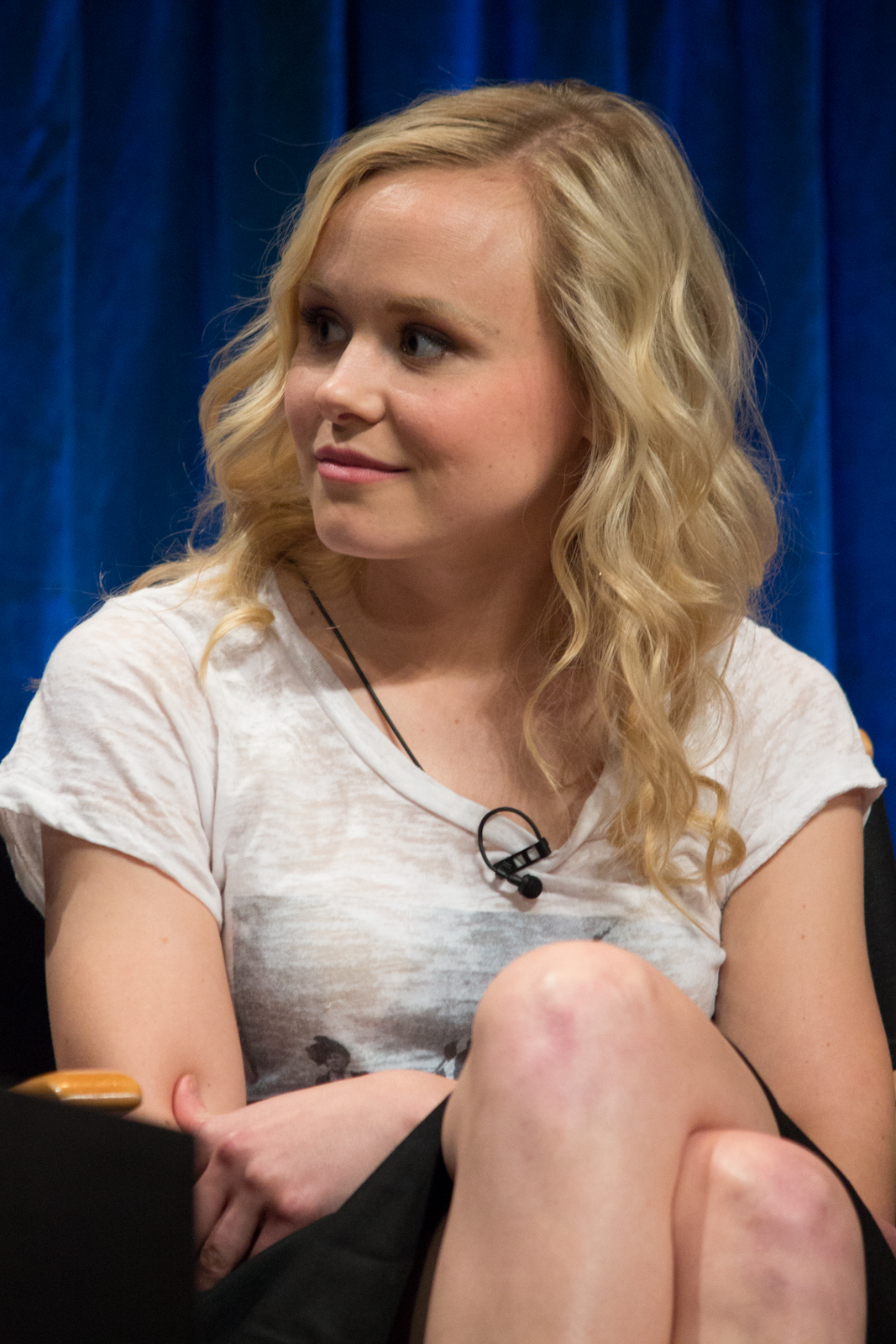
Alison Pill dans le rôle de Maggie Jordan
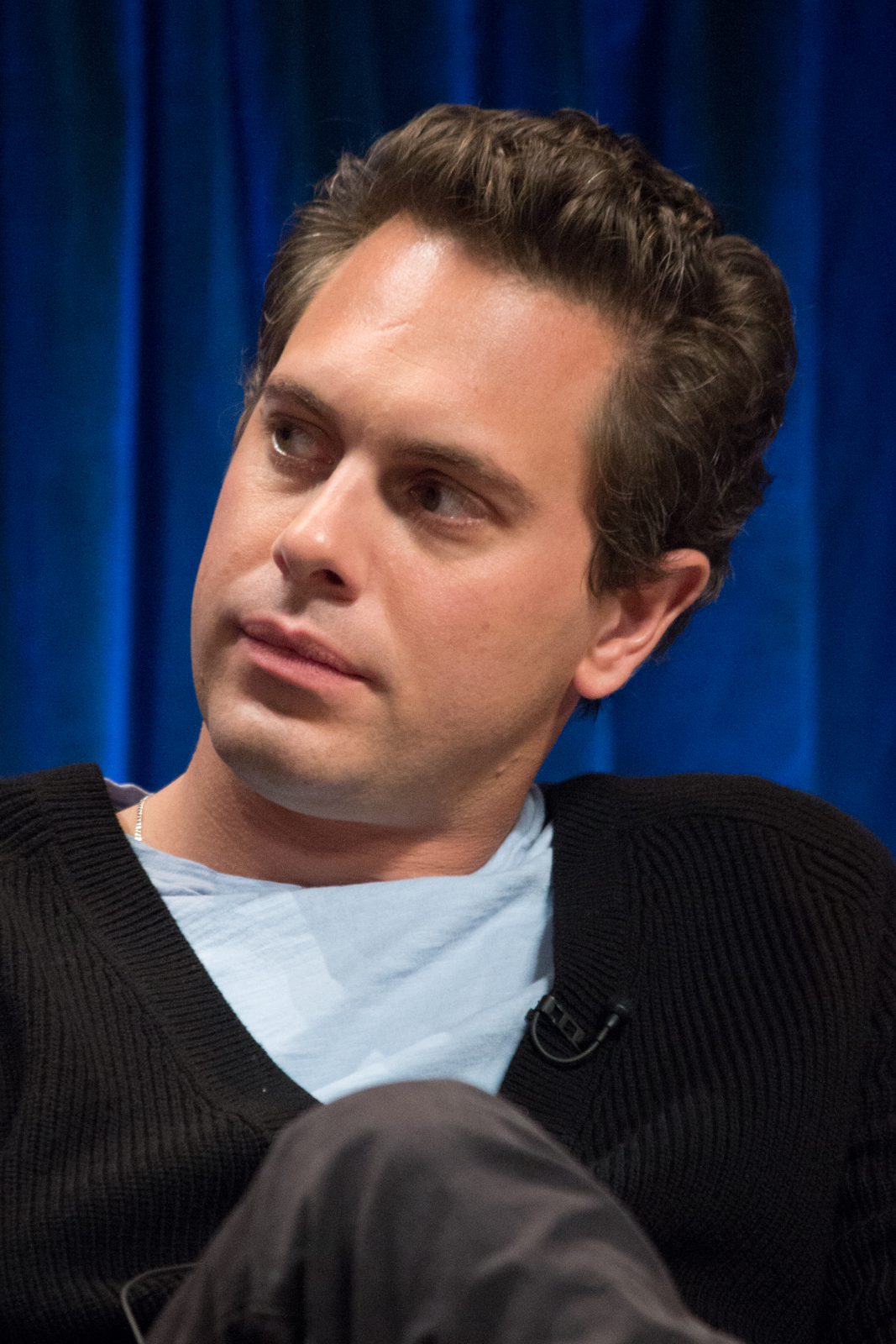
Thomas Sadoski dans le rôle de Don Keefer
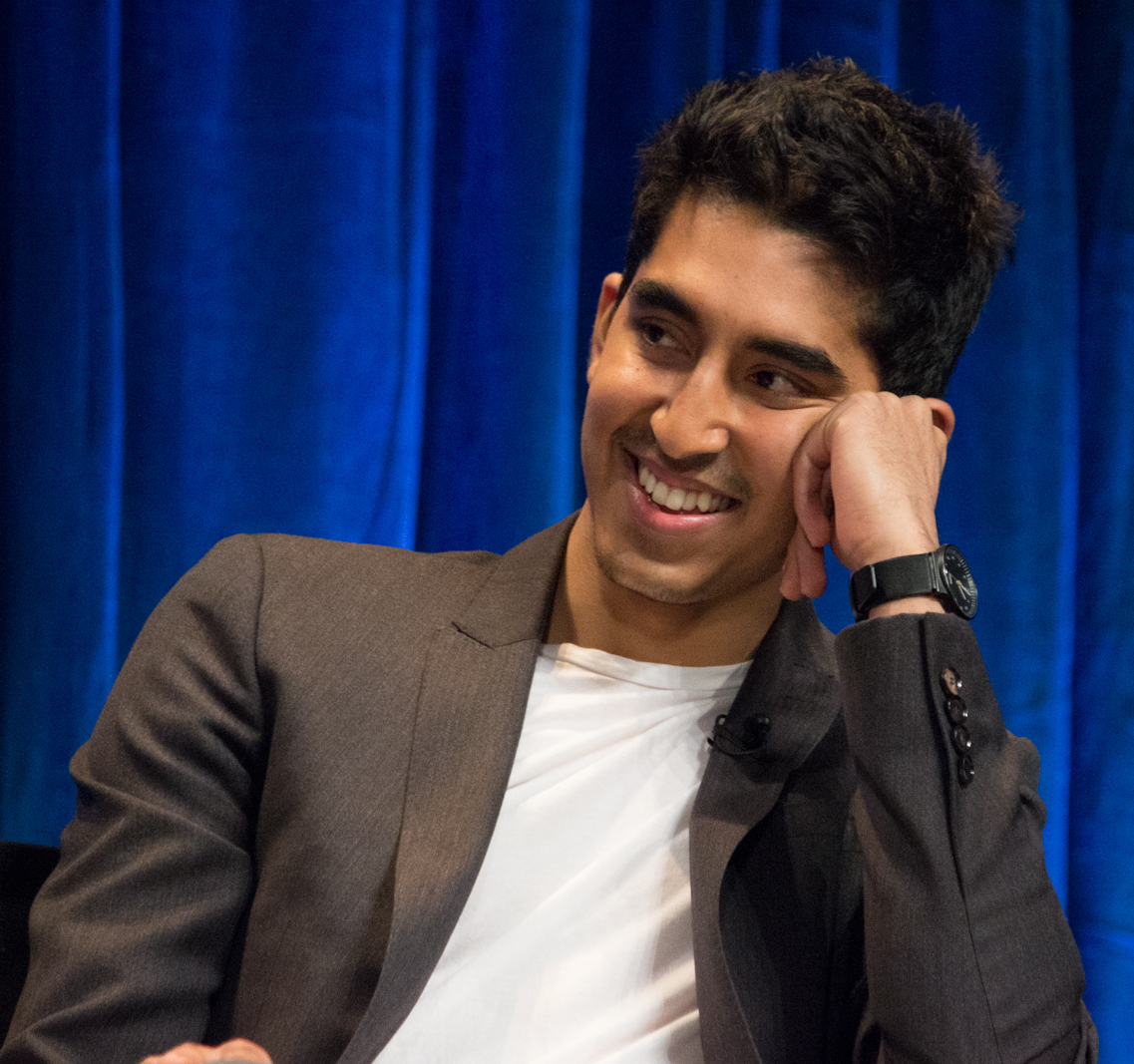
Dev Patel dans le rôle de Neal Sampat
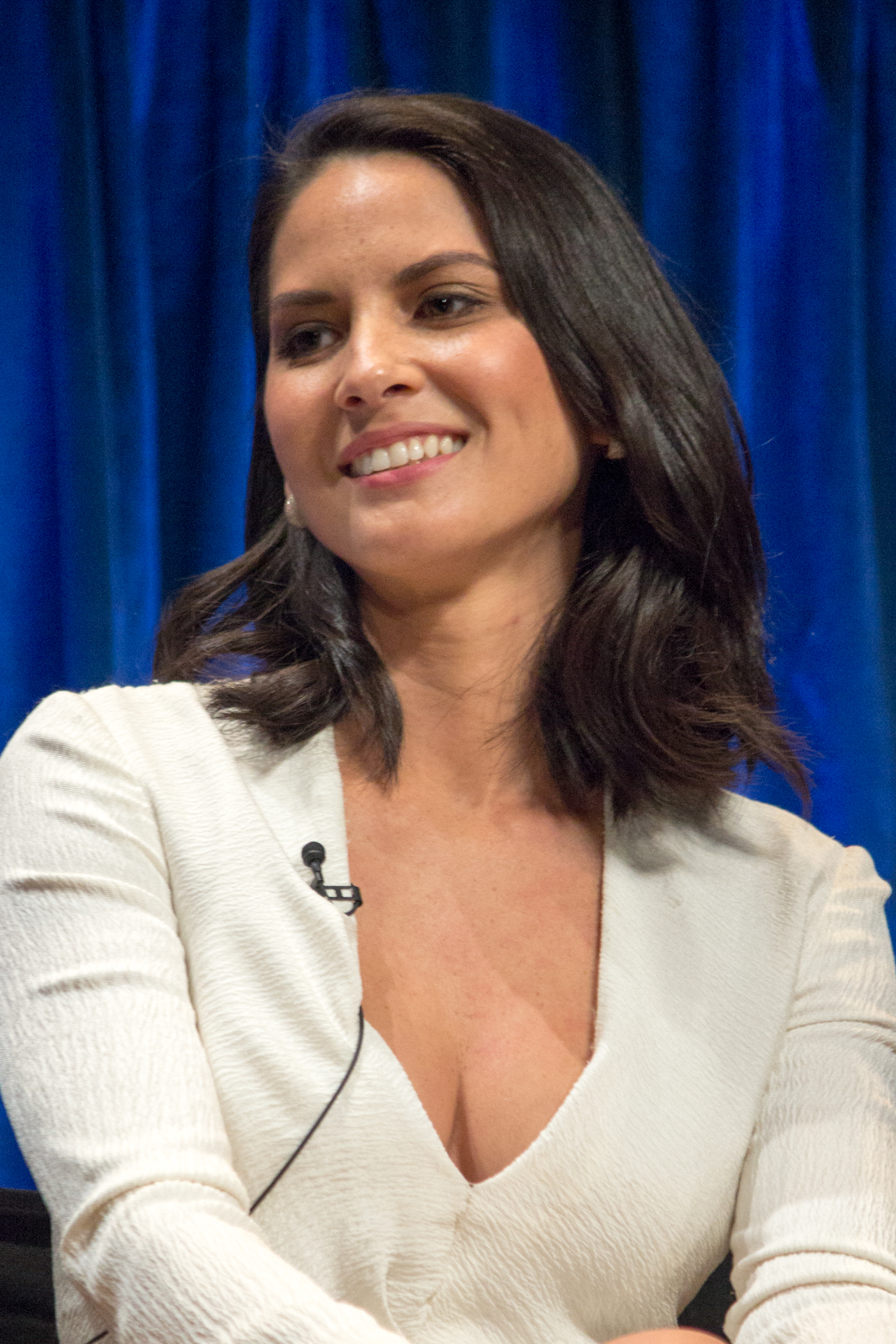
Olivia Munn dans le rôle de Sloan Sabbith
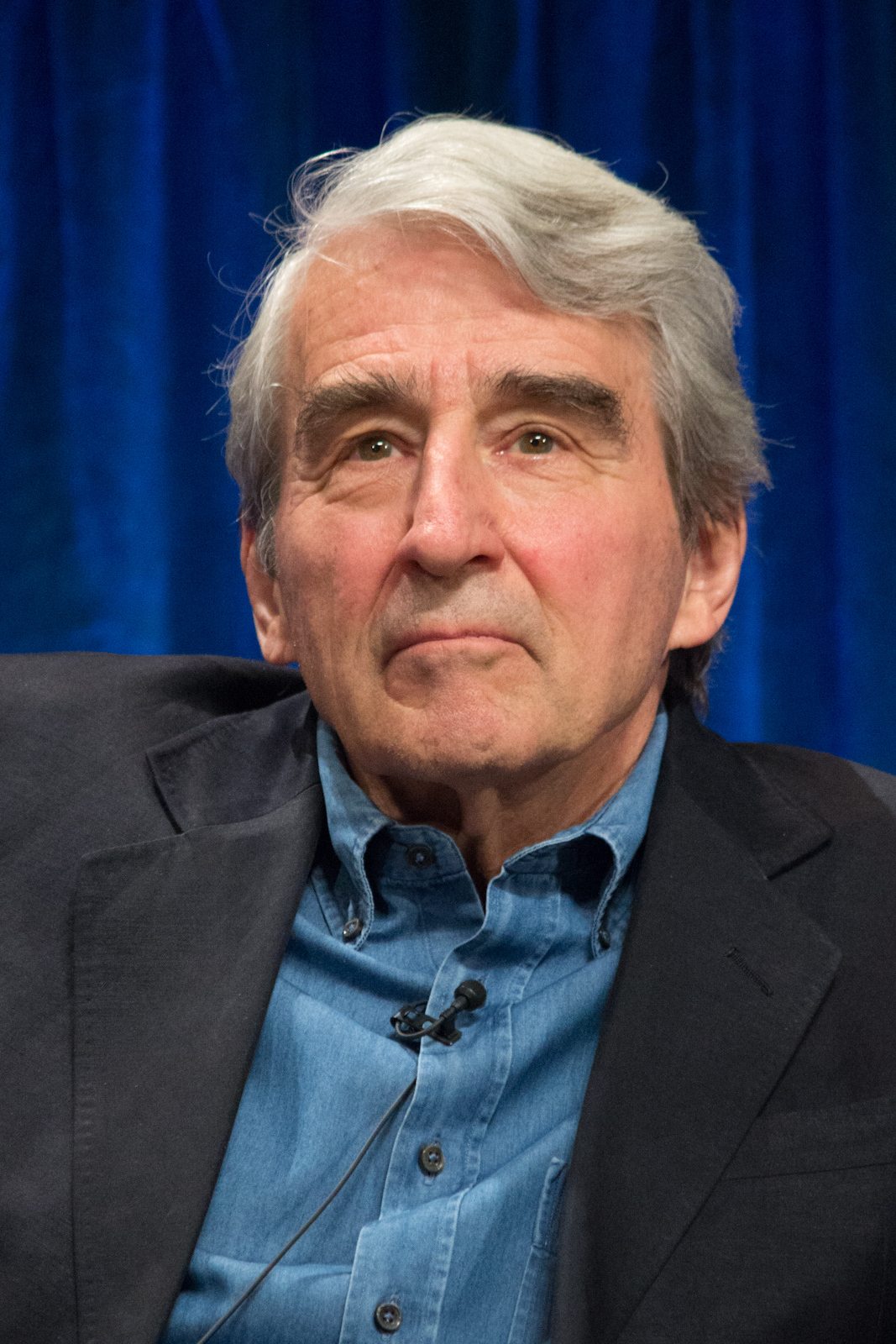
Sam Waterston dans le rôle de Charlie Skinner

### Personnages récurrents
- Jane Fonda (VF : Pauline Larrieu) : Leona Lansing
- Chris Messina (VF : Bernard Gabay) : Reese Lansing, président d'ACN et fils de Leona.
- David Harbour (VF : Bernard Lanneau) : Elliot Hirsch
- Hope Davis (VF : Anne Rondeleux) : Nina Howard
- Chris Chalk (VF : Namakan Koné) : Gary Cooper
- Riley Voelkel (VF : Camille Gondard) : Jennifer Johnson
- Kelen Coleman (en) (VF : Audrey Sablé) : Lisa Lambert
- Terry Crews (VF : Thierry Desroses) : Lonny Church
- David Krumholtz (VF : Christophe Lemoine) : Dr Jack Habib
- Stephen Henderson (VF : Jean-Claude Sachot) : Solomon Hancock
- Marcia Gay Harden (VF : Micky Sebastian) : Rebecca Halliday
- Hamish Linklater (VF : Pierre Tessier) : Jerry Dantana
- Joel Johnstone (VF : Benoît DuPac) : Cameron
- Aya Cash (VF : Caroline Pascal) : Shelly Wexler
- Grace Gummer (VF : Ingrid Donnadieu) : Hallie Shea
- Cameron Gharaee (en) (VF : Mark Lesser) : Stillman
- Constance Zimmer (VF : Ivana Coppola) : Taylor
- Thomas Matthews : Martin Stallworth
- Adina Porter : Kendra James
- Margaret Judson (en) : Tess Westin
- Wynn Everett (en) : Tamara Hart
- Jon Tenney : Wade Campbell
- Paul Schneider : Bryan Brenner
- Patton Oswalt : Jonas Pfeiffer
- John F. Carpenter (VF : Jean-Philippe Desrousseaux) : Herb Wilson

Version française réalisée par la société de doublage Studio Chinkel, sous la direction artistique de Claire Guyot.
Source VF : Doublage Séries Database

## Production

### Développement
Aaron Sorkin a développé le concept d'une série basée sur le monde des médias d'information et des journaux télévisés en 2009. Il a présenté un pilote de la série en janvier 2011 à la chaîne HBO. Cette dernière commande la série en septembre 2011. Aaron Sorkin s'est basé sur son observation des chaînes d'information en continu aux États-Unis.
Diffusé le 24 juin 2012 sur HBO, le premier épisode a réuni 2,1 millions de téléspectateurs (2,7 millions avec les rediffusions), soit le troisième meilleur lancement pour une série de la chaîne depuis 2008. The Newsroom a ainsi battu le démarrage de True Blood. Le 10e et dernier épisode de la saison 1 a, quant à lui, été vu par un total de 2,8 millions de téléspectateurs.
Le 2 juillet 2012, devant ce succès, la série a été renouvelée pour une deuxième saison. En septembre 2013, la décision est prise de lancer la troisième et dernière saison.

### Diffusion internationale
| Saisons (10 épisodes) | États-Unis / Canada                     | États-Unis / Canada | États-Unis / Canada | France                                  | France   | Québec             | Québec      | Belgique             | Belgique |
| Saisons (10 épisodes) | Dates de diffusion                      | Chaîne États-Unis   | Chaînes Canada      | Dates de diffusion                      | Chaîne   | Dates de diffusion | Chaîne      | Dates de diffusion   | Chaîne   |
| --------------------- | --------------------------------------- | ------------------- | ------------------- | --------------------------------------- | -------- | ------------------ | ----------- | -------------------- | -------- |
| Saison 1              | du 24 juin 2012 au 26 août 2012         | HBO                 | HBO Canada          | du 17 novembre 2012                     | OCS Novo | du 21 octobre 2012 | Super Écran | du 27 septembre 2012 | Betv     |
| Saison 2              | du 14 juillet 2013 au 15 septembre 2013 | HBO                 | HBO Canada          | du 15 juillet 2013 au 16 septembre 2013 | OCS Novo | NC                 | Super Écran | NC                   | Betv     |
| Saison 3              | du 9 novembre 2014 au 14 décembre 2014  | HBO                 | HBO Canada          | du 10 novembre 2014 au 15 décembre 2014 | OCS Novo |                    | Super Écran |                      | Betv     |

## Épisodes

### Première saison (2012)
1. On l'avait décidé (We Just Decided To)
2. News Night 2.0 (News Night 2.0)
3. Le 112e Congrès (The 112th Congress)
4. Réparation (I'll Try to Fix You)
5. Amen (Amen)
6. Tyrans (Bullies)
7. 1/5/2011 (5/1)
8. Panne de courant (Partie 1) : Tragédie porno (The Blackout Part I: Tragedy Porn)
9. Panne de courant (Partie 2) : Le faux débat (The Blackout Part II: Mock Debate)
10. Le Gros Bouffon (The Greater Fool)

### Deuxième saison (2013)
Elle a été diffusée depuis le 14 juillet 2013.
1. La première chose à faire est de tuer tous les avocats (First Thing We Do, Let's Kill All the Lawyers)
2. Le Tuyau Génois (The Genoa Tip)
3. Willie Pete (Willie Pete)
4. Conséquences fortuites (Unintended Consequences)
5. News Night avec Will McAvoy (News Night With Will McAvoy)
6. Un pas trop loin (One Step Too Many)
7. Équipe rouge III (Red Team III)
8. Soirée électorale (Partie 1) (Election Night, Part 1)
9. Soirée électorale (Partie 2) (Election Night, Part 2)

### Troisième saison (2014)
En septembre 2013, la série a été renouvelée pour une troisième et dernière saison de six épisodes diffusée depuis le 9 novembre 2014 sur HBO.
1. Boston (Boston)
2. Fuis (Run)
3. Palais de Justice (Main Justice)
4. Outrage (Contempt)
5. Oh Shenandoah (Oh Shenandoah)
6. Quelle journée ! (What Kind of Day Has It Been)

## Réception critique
Aux États-Unis, la première saison n'a pas été particulièrement adulée par la critique, avec une note globale de 57⁄100 sur le site web Metacritic.
La première saison a été très appréciée en France avec une note de 3.9⁄5 selon AlloCiné.fr.
Pour Le Figaro Magazine, « un scénario intelligent, un rythme trépidant, des dialogues subtils, des personnages denses, un casting haut de gamme : la série américaine The Newsroom […] est l'une des plus passionnantes séries du moment ».

## Distinctions

### Récompenses
- Primetime Emmy Awards 2013 : meilleur acteur dans une série télévisée dramatique pour Jeff Daniels

### Nominations
- Directors Guild of America Awards 2013 : eilleur réalisateur pour une série dramatique pour Greg Mottola pour l'épisode We Just Decided To
- Screen Actors Guild Awards 2013 : meilleur acteur dans une série dramatique pour Jeff Daniels
- Golden Globes 2013 : 
  - Meilleure série dramatique
  - Meilleur acteur dans une série dramatique pour Jeff Daniels
- 65e cérémonie des Primetime Emmy Awards : meilleure actrice invitée dans une série télévisée dramatique pour Jane Fonda

## Produits dérivés

### Sorties DVD et disque Blu-ray
Aux États-Unis :
- The Newsroom - Intégrale de la saison 1 : 22 juillet 2013

Dans les pays francophones :
- The Newsroom - Intégrale de la saison 1 : 12 juin 2013 [18]